# Breakbeat Kaos
Breakbeat Kaos é uma gravadora independente inglesa que se especializa em drum'n'bass. É atualmente de DJ Fresh e Adam F e foi fundada em 2003.

## Artistas
Adam F · Annie Mac · Aquasky · Barcode Recordings · Chase & Status · Commix · Concord Dawn · Counterstrike · Does It Offend You, Yeah? · Dillinja · DJ Fresh · DJ Flight · Dieselboy · Evol Intent · Eye-D · Dom & Roland · Donny · Dylan · Fabio · Fracture & Neptune · Goldie · Grooverider · High Contrast · Klute · London Elektricity · Mary Anne Hobbs · Mistabishi · Nerm · Noisia · Nu:Tone · Rob Swire · Paradox · Pendulum · Photek · Polar · Shy FX · Skream · Stamina MC · Teebee · TC · Two Fingers · T Power